# Estación de Fontenay-sous-Bois
La estación de Fontenay-sous-Bois es una estación ferroviaria francesa, ubicada en la comuna de Fontenay-sous-Bois, en el departamento de Valle del Marne. 

## La estación
La estación actual fue abierta en 1969. Esta estación subterránea es parte de la línea A del RER, estando incluida en el ramal A2 hacia Boissy-Saint-Léger.
Se ubica al este de la bifurcación de las dos ramas orientales de la línea A; la vía 1 (hacia París) de la rama A2 pasa por encima de las vías de la rama A4 (dirección Marne-la-Valleé - Chessy) cuyos trenes no pasan por la estación.
Según la RATP, el uso anual en 2015 se estima en 2 448 717 viajeros.

## Servicios
La estación de Fontenay-bajo-Bosque es servida a razón (por sentido) de un tren cada 10 minutos a las horas creuses, de 6 a 12 trenes por hora a las horas de punta y, en noche, de un tren cada 15 minutos.

## Imtermodalidad
Por la estación pasan las líneas 124, 210 y 524 de autobús de la RATP.

## En las cercanías
- El bosque de Vincennes.

## Galería de fotografías

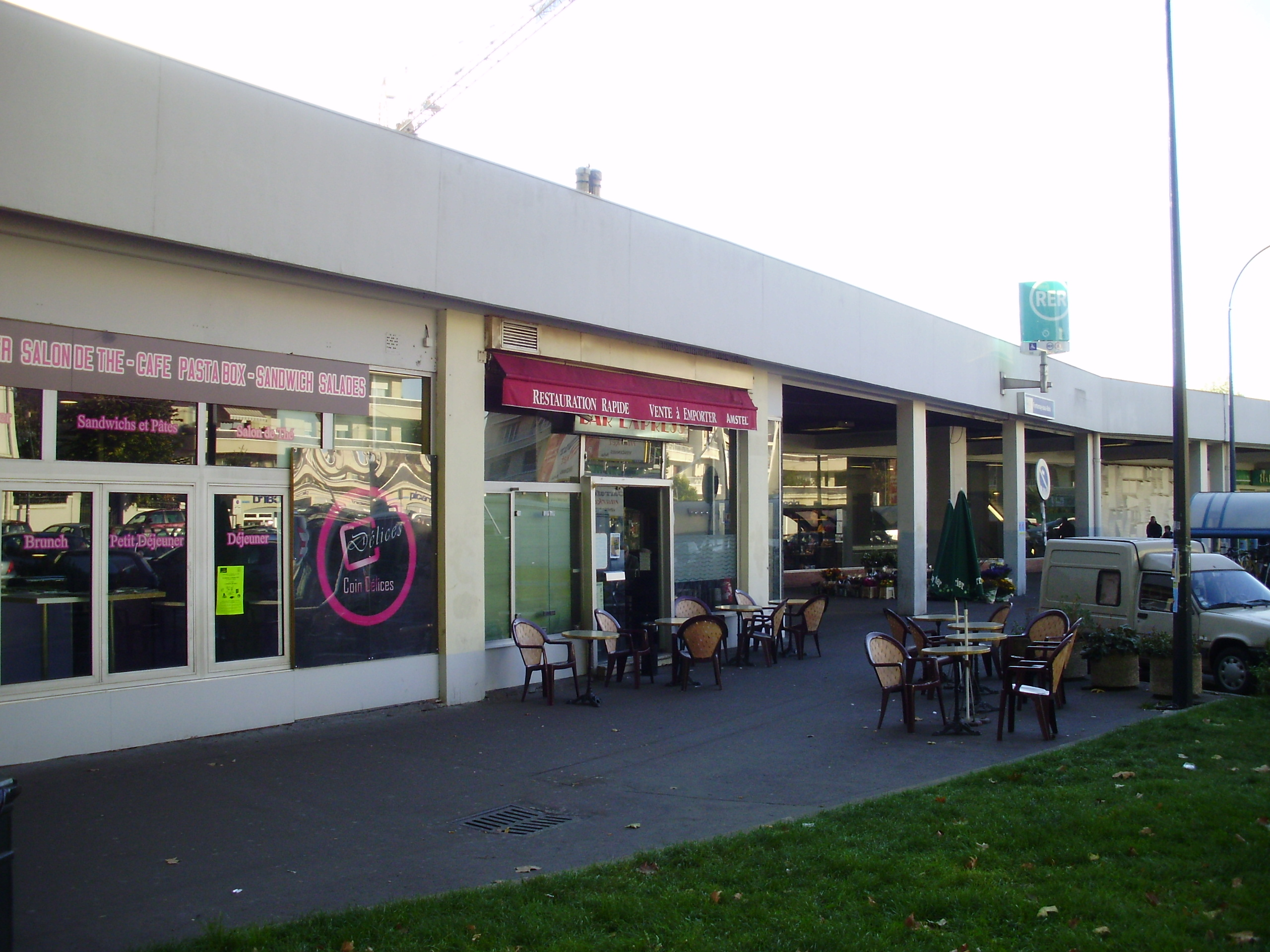
Entrada principal.
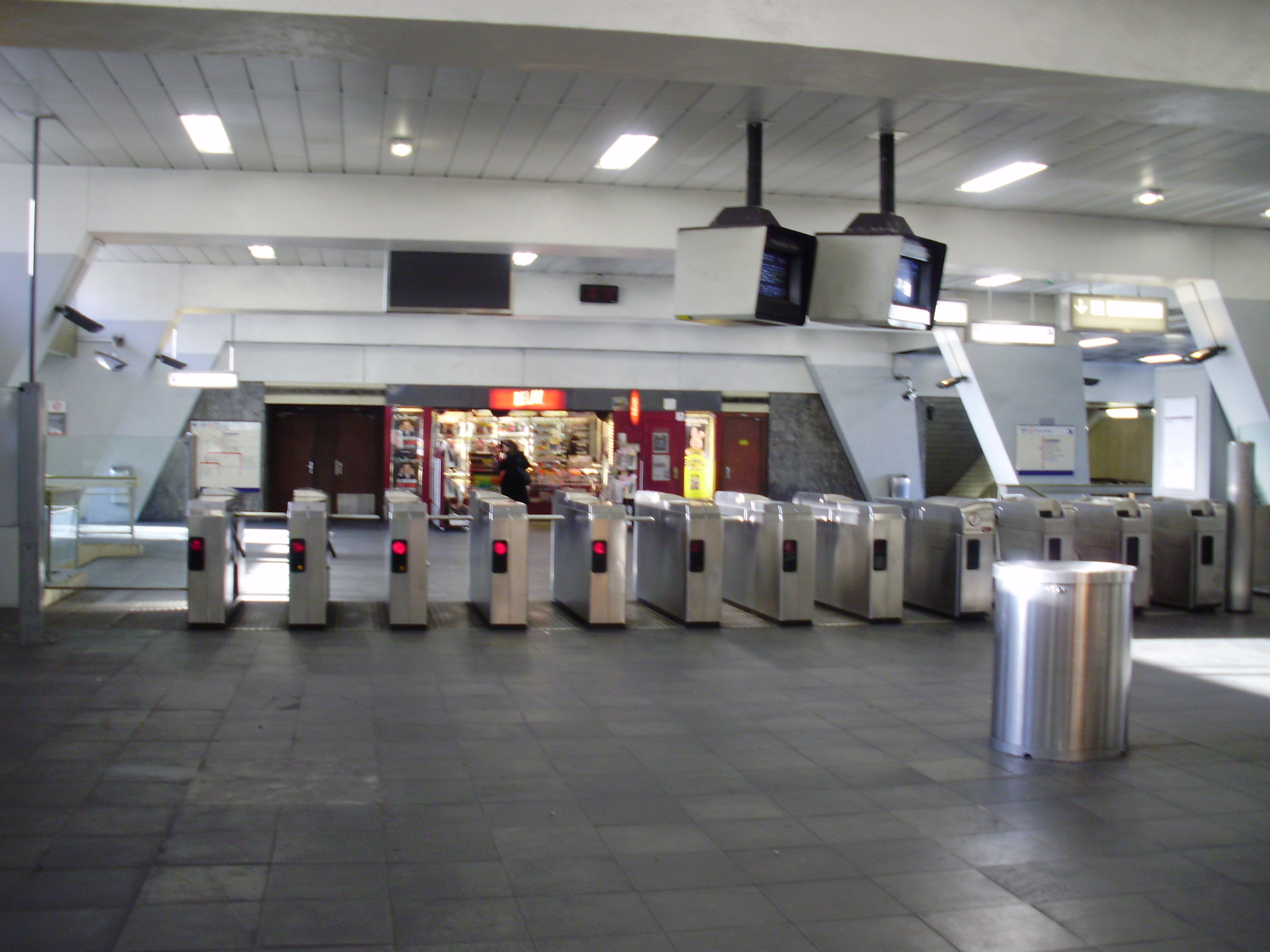
Vestíbulo.
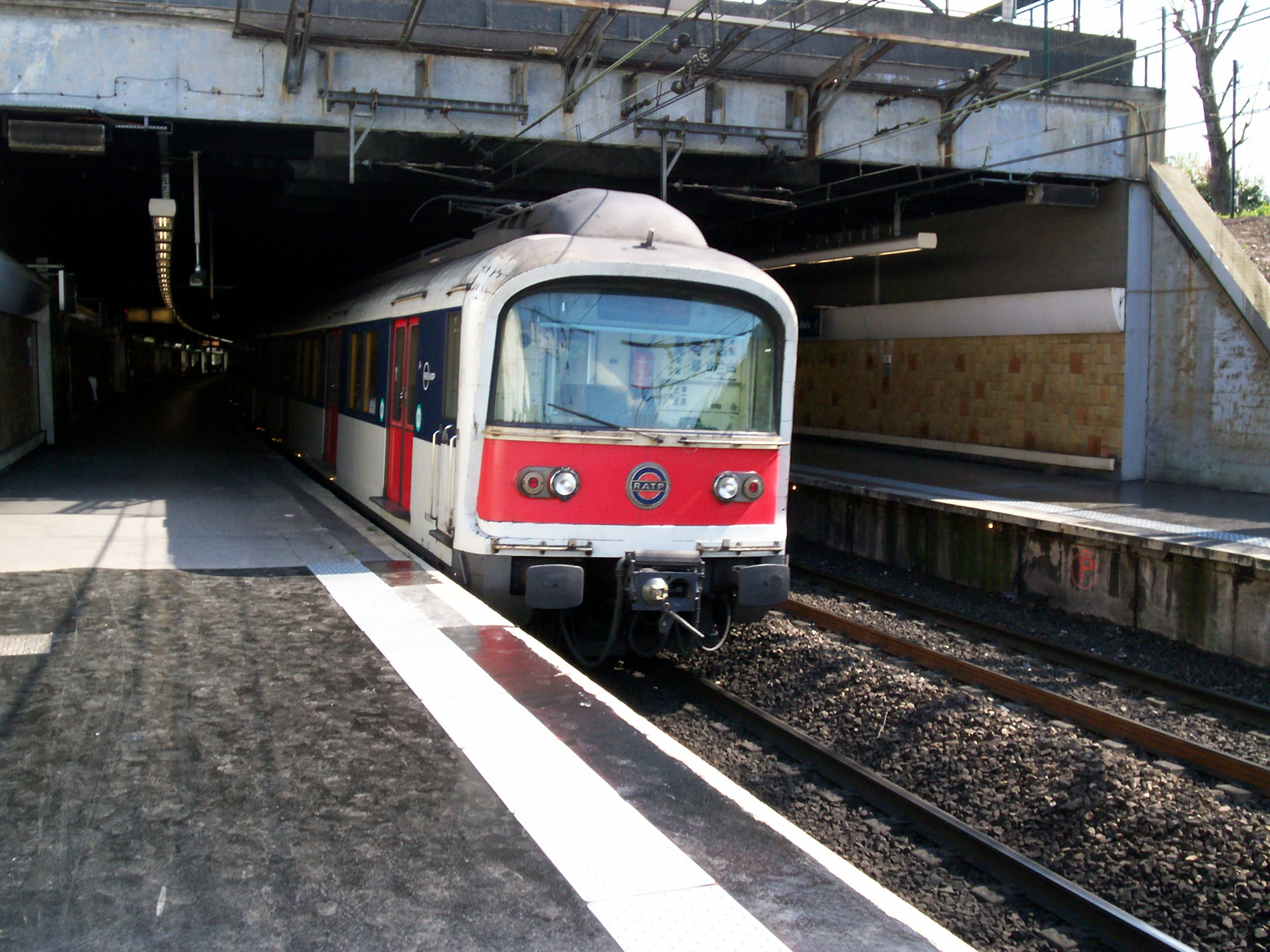
Andén.
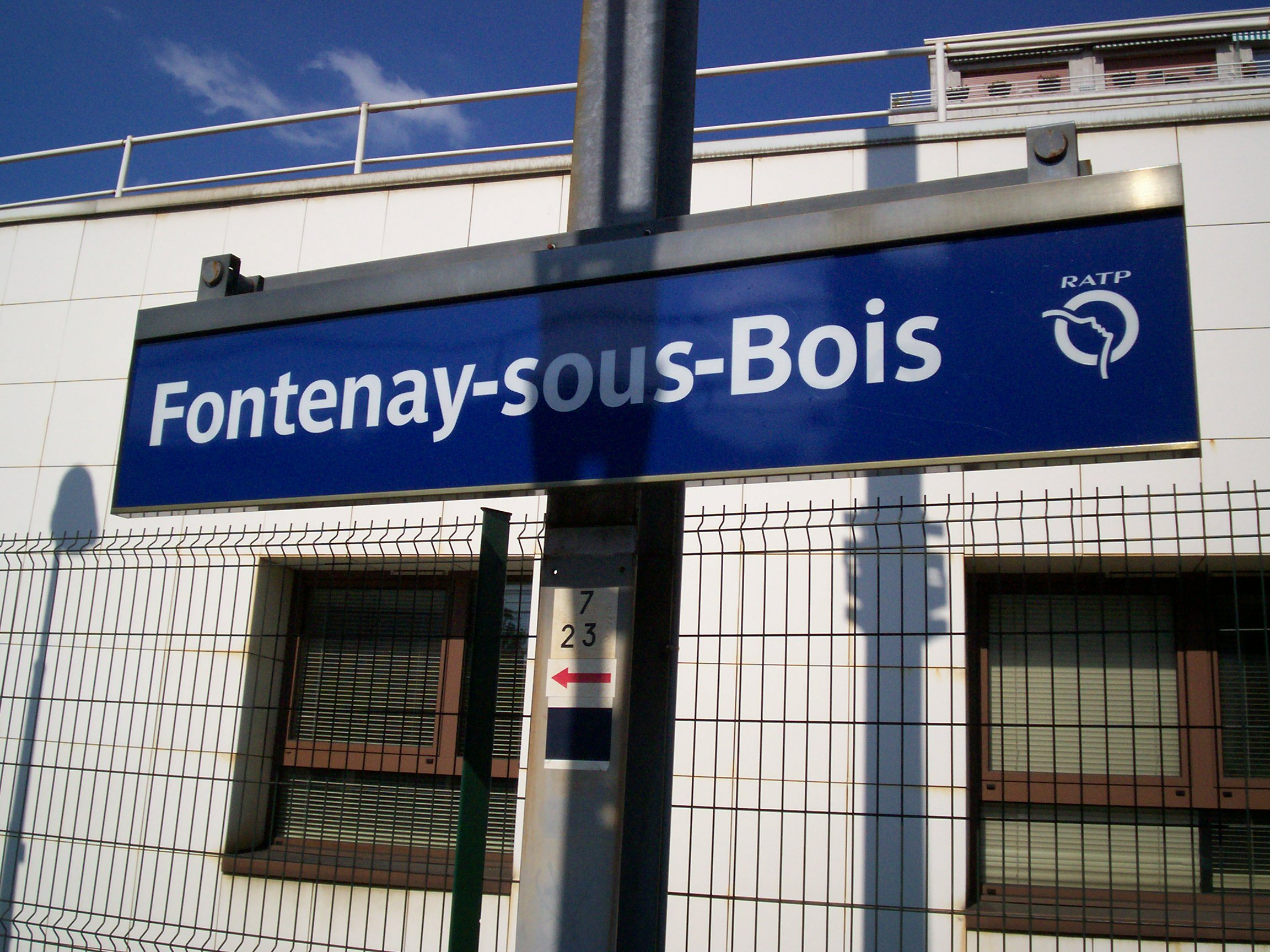
Cartel con el nombre de la estación.
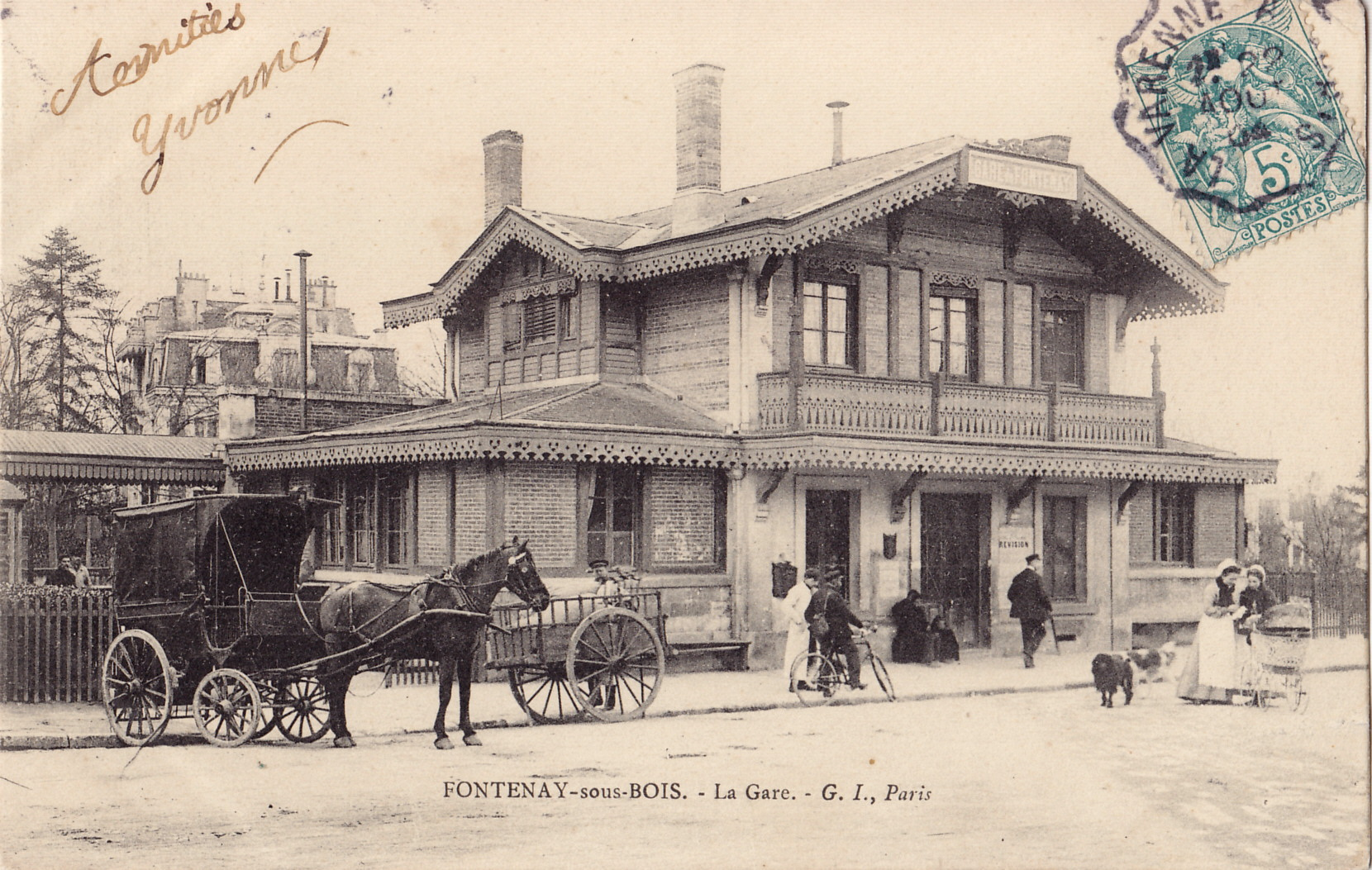
La estación, hacia 1904.